# 삼세 오충렬 유적
삼세 오충렬 유적(三世 五忠烈 遺蹟)은 대한민국 전북특별자치도 익산시 용안면 중신리에 있는, 해주오씨 오충신(五忠臣)의 무덤과 사당인 충렬사가 있는 곳이다. 1982년 8월 30일 전라북도의 기념물 제61호로 지정되었다.

## 개요
3대에 걸쳐 나라를 위해 목숨을 바친 해주오씨 오충신(五忠臣)의 무덤과 사당인 충렬사가 있는 곳이다.
충렬사는 조선 숙종 7년(1681)에 세웠고 오응정과 그의 아들 욱과 직, 직의 아들 방언을 모셔 사충사라 하였으나 근래에 오응정의 아들 동량도 함께 모심에 따라 오충사라 부르고 있다.
오응정은 조선 선조 7년(1574) 무과에 급제하여 여러 관직에서 공을 쌓았으며 정유재란(1597) 때는 왕을 의주까지 호송하였다. 선조 30년(1597)에 아들 욱, 동량과 더불어 남원성 전투에 참여하였으나 참패하자 화약더미에서 아들과 함께 순절하였다. 이를 기리어 영조 35년(1759)에 용안에서 오응정을 제사하고 그에게 자헌대부 병조판서의 벼슬을 내렸다.
오응정의 차남 직은 광해군(재위 1608∼1623) 때 도원수 강홍집 밑에서 요동심하전투에 출전하였으나 강홍립이 후금군에게 항복하자 이에 격분하여 부차(富車)에서 적과 싸워 온 몸에 화살을 맞고 전사하였다. 직의 아들 방언은 병자호란(1636) 때 남한산성에서 적과 싸우다가 인조가 삼전도에서 굴욕을 당하자 샛강에 투신자살하였다.

## 참고 자료
- 삼세 오충렬 유적 - 국가유산청 국가유산포털